# Novopavlivka, Berezivka
Novopavlivka (în ucraineană Новопавлівка) este un sat în comuna Stari Maiakî din raionul Berezivka, regiunea Odesa, Ucraina.

## Demografie
Componența lingvistică a localității Novopavlivka
     Ucraineană (100%)
Conform recensământului din 2001, toată populația localității Novopavlivka era vorbitoare de ucraineană (100%).